# Kerry Melville
Kerry Ann Melville (Mosman (New South Wales), 7 augustus 1947) is een voormalig professioneel tennisspeelster uit Australië.
Ze won ieder jaar wel een belangrijk toernooi tussen 1966 en 1979, behalve in 1975, en stond lange tijd op de vijfde plaats op de wereldranglijst van 1971 tot 1974. Het hoogtepunt van haar carrière was in 1977 toen ze haar landgenote Dianne Fromholtz versloeg in de finale van het Australian Open.
Op 27 april 1975 trad Melville in het huwelijk met Grover Eugene Reid. Daarna nam zij aan toernooien deel onder de naam Kerry Reid of Kerry Melville-Reid.

## Palmares

### WTA-titels enkelspel (14)
| nr. | finale     | toernooi         | ondergrond | tegenstandster   | score          |
| --- | ---------- | ---------------- | ---------- | ---------------- | -------------- |
| 1.  | 1968-02-05 | WTA Auckland     | gras       | Gail Sherriff    | 8-6, 6-1       |
| 2.  | 1969-08-03 | WTA Hilversum    | gravel     | Karen Krantzcke  | 6-2, 3-6, 6-3  |
| 3.  | 1969-10-22 | WTA Rockdale     | gravel     | Karen Krantzcke  | 6-3, 8-10, 6-1 |
| 4.  | 1970-08-31 | WTA South Orange | gras       | Patti Hogan      | 7-6, 6-4       |
| 5.  | 1971-06-12 | WTA Beckenham    | gras       | Kristy Pigeon    | 6-0, 3-6, 9-7  |
| 6.  | 1971-09-01 | WTA Newport (VS) | gras       | Françoise Dürr   | 6-3, 6-7, 7-6  |
| 7.  | 1972-03-01 | WTA Birmingham   | tapijt (i) | Rosie Casals     | 6-3, 6-7, 6-4  |
| 8.  | 1972-07-16 | WTA Newport      | gras       | Virginia Wade    | 7-5, 6-2       |
| 9.  | 1973-04-01 | WTA Tucson       | hardcourt  | Nancy Gunter     | 6-3, 6-3       |
| 10. | 1974-11-20 | WTA Johannesburg | hardcourt  | Dianne Fromholtz | 6-3, 7-5       |
| 11. | 1977-01-01 | WTA Sydney       | gras       | Dianne Fromholtz | 3-6, 6-3, 6-2  |
| 12. | 1977-01-09 | Australian Open  | gras       | Dianne Fromholtz | 7-5, 6-2       |
| 13. | 1978-12-17 | WTA Adelaide     | gras       | Beth Norton      | 7-5, 6-7, 6-1  |
| 14. | 1979-04-02 | WTA Carlsbad     | hardcourt  | Sue Barker       | 7-6, 3-6, 6-2  |

### Verloren WTA-finales enkelspel (32)
| nr. | finale     | toernooi             | ondergrond | tegenstandster      | score         |
| --- | ---------- | -------------------- | ---------- | ------------------- | ------------- |
| 1.  | 1966-02-07 | WTA Auckland         | gras       | Margaret Court      | 1-6, 1-6      |
| 2.  | 1967-10-21 | WTA Melbourne        | gravel     | Lesley Turner       | 6-1, 5-7, 2-6 |
| 3.  | 1968-12-14 | WTA Brisbane         | gras       | Karen Krantzcke     | 3-6, 4-6      |
| 4.  | 1969-04-26 | WTA Rome             | gravel     | Julie Heldman       | 5-7, 3-6      |
| 5.  | 1969-06-14 | WTA Beckenham        | gras       | Denise Carter       | 3-6, 5-7      |
| 6.  | 1970-01-04 | WTA Perth            | gras       | Margaret Court      | 4-6, 4-6      |
| 7.  | 1970-01-10 | WTA Hobart           | gras       | Margaret Court      | 2-6, 2-6      |
| 8.  | 1970-01-18 | WTA Melbourne        | gras       | Margaret Court      | 1-6, 1-6      |
| 9.  | 1970-01-27 | Australian Open      | gras       | Margaret Court      | 3-6, 1-6      |
| 10. | 1970-02-01 | WTA Auckland         | gras       | Ann Haydon-Jones    | 6-0, 4-6, 1-6 |
| 11. | 1970-07-18 | WTA Hoylake          | gras       | Evonne Goolagong    | 6-2, 2-6, 1-6 |
| 12. | 1970-08-02 | WTA Hilversum        | gravel     | Margaret Court      | 1-6, 1-6      |
| 13. | 1971-08-28 | WTA Houston          | tapijt (i) | Billie Jean King    | 4-6, 6-4, 1-6 |
| 14. | 1972-01-15 | WTA San Francisco    | hardcourt  | Billie Jean King    | 6-7, 6-7      |
| 15. | 1972-06-17 | WTA Bristol          | gras       | Billie Jean King    | 3-6, 2-6      |
| 16. | 1972-09-09 | US Open              | gras       | Billie Jean King    | 3-6, 5-7      |
| 17. | 1972-10-15 | WTA Championships    | gravel     | Chris Evert         | 5-7, 4-6      |
| 18. | 1973-01-20 | WTA Oakland          | tapijt (i) | Margaret Court      | 3-6, 3-6      |
| 19. | 1973-02-04 | WTA Bethesda         | tapijt (i) | Margaret Court      | 1-6, 2-6      |
| 20. | 1973-02-11 | WTA Miami            | gravel     | Margaret Court      | 6-4, 1-6, 5-7 |
| 21. | 1973-03-04 | WTA Detroit          | tapijt (i) | Margaret Court      | 6-7, 3-6      |
| 22. | 1974-02-03 | WTA Washington       | tapijt (i) | Billie Jean King    | 0-6, 2-6      |
| 23. | 1974-02-10 | WTA Fort Lauderdale  | gravel     | Chris Evert         | forfait       |
| 24. | 1974-04-21 | WTA Saint Petersburg | gravel     | Chris Evert         | 0-6, 1-6      |
| 25. | 1974-05-05 | WTA Hilton Head      | gravel     | Chris Evert         | 1-6, 3-6      |
| 26. | 1975-02-02 | WTA Washington       | tapijt (i) | Martina Navrátilová | 3-6, 1-6      |
| 27. | 1976-05-02 | WTA Amelia Island    | gravel     | Chris Evert         | 2-6, 2-6      |
| 28. | 1977-11-20 | WTA Sydney           | gras       | Evonne Goolagong    | 1-6, 3-6      |
| 29. | 1978-04-16 | WTA Hilton Head      | gravel     | Chris Evert         | 2-6, 0-6      |
| 30. | 1978-08-27 | WTA Mahwah           | hardcourt  | Virginia Wade       | 6-1, 1-6, 4-6 |
| 31. | 1978-12-10 | WTA Sydney           | gras       | Dianne Fromholtz    | 1-6, 6-1, 4-6 |
| 32. | 1979-04-15 | WTA Hilton Head      | gravel     | Tracy Austin        | 6-7, 6-7      |

## Resultaten grandslamtoernooien
| Legenda | Legenda                          |
| ------- | -------------------------------- |
| g.t.    | geen toernooi gehouden           |
| l.c.    | lagere categorie                 |
| –       | niet deelgenomen                 |
| G       | uitgeschakeld in de groepsfase   |
| 1R      | uitgeschakeld in de eerste ronde |
| 2R      | uitgeschakeld in de tweede ronde |
| 3R      | uitgeschakeld in de derde ronde  |
| 4R      | uitgeschakeld in de vierde ronde |
| KF      | uitgeschakeld in de kwartfinale  |
| HF      | uitgeschakeld in de halve finale |
| F       | de finale verloren               |
| W       | het toernooi gewonnen            |
| w-v     | winst/verlies-balans             |

### Enkelspel
| Toernooi        | 1963 | 1964 | 1965 | 1966 | 1967 | 1968 | 1969 | 1970 | 1971 | 1972 | 1973 | 1974 | 1975 | 1976 | 1977 | 1977 | 1978 | 1979 |
| --------------- | ---- | ---- | ---- | ---- | ---- | ---- | ---- | ---- | ---- | ---- | ---- | ---- | ---- | ---- | ---- | ---- | ---- | ---- |
| Australian Open | 3R   | 2R   | 3R   | HF   | HF   | 3R   | HF   | F    | –    | –    | HF   | HF   | 2R   | 1R   | W    | HF   | –    | –    |
| Roland Garros   | –    | –    | –    | 1R   | HF   | 4R   | KF   | 1R   | 2R   | 4R   | –    | –    | –    | –    | –    | –    | –    | –    |
| Wimbledon       | –    | –    | –    | 3R   | 3R   | 3R   | 2R   | 4R   | KF   | 3R   | KF   | HF   | 2R   | KF   | KF   | KF   | 4R   | 4R   |
| US Open         | –    | –    | –    | HF   | 4R   | –    | 1R   | KF   | HF   | F    | KF   | KF   | KF   | 2R   | 4R   | 4R   | 4R   | KF   |

### Vrouwendubbelspel
| Toernooi        | 1965 | 1966 | 1967 | 1968 | 1969 | 1970 | 1971 | 1972 | 1973 | 1974 |    | 1977 | 1977 | 1978 | 1979 |
| --------------- | ---- | ---- | ---- | ---- | ---- | ---- | ---- | ---- | ---- | ---- | -- | ---- | ---- | ---- | ---- |
| Australian Open | KF   | KF   | KF   | W    | HF   | F    | –    | –    | F    | F    | F  | F    | –    | –    |      |
| Roland Garros   | –    | 3R   | KF   | 2R   | HF   | –    | 3R   | KF   | –    | –    | –  | –    | –    | –    |      |
| Wimbledon       | –    | HF   | KF   | 3R   | HF   | HF   | KF   | 3R   | 2R   | –    | KF | KF   | W    | 3R   |      |
| US Open         | –    | 3R   | 3R   | –    | 2R   | HF   | HF   | KF   | KF   | –    | HF | HF   | F    | –    |      |

### Gemengd dubbelspel
| Toernooi        | 1966 | 1967 | 1968 | 1969 | 1970 | 1971 |    | 1974 | 1975 | 1976 | 1977 | 1977 | 1978 | 1979 |
| --------------- | ---- | ---- | ---- | ---- | ---- | ---- | -- | ---- | ---- | ---- | ---- | ---- | ---- | ---- |
| Australian Open | KF   | –    | 2R   | 1R   | –    | –    | –  | –    | –    | –    | –    | –    | –    |      |
| Roland Garros   | 1R   | 3R   | 2R   | KF   | –    | –    | –  | –    | –    | –    | –    | –    | –    |      |
| Wimbledon       | 2R   | 4R   | 3R   | 4R   | 2R   | 4R   | –  | 1R   | 3R   | KF   | KF   | 2R   | 2R   |      |
| US Open         | KF   | 1R   | –    | 2R   | 3R   | –    | 2R | 1R   | –    | 2R   | 2R   | 1R   | –    |      |